# Kuno von Hardenberg
Kuno Ferdinand Graf von Hardenberg (ur. 13 sierpnia 1871 w Nörten-Hardenberg, zm. 15 listopada 1938 w Darmstadt) – niemiecki krytyk sztuki, pisarz i filozof.

## Życiorys
Ukończył studia prawnicze, a następnie odbył staż referendarski w Wyższym Sądzie Okręgowym w Celle. Nie rozpoczął kariery prawniczej, wyjechał do Paryża, gdzie pozował do nagich aktów. Uzyskane środki finansowe przeznaczył na wyprawę po świecie, jego podróż wiodła przez Villach, Triest, Egipt, a następnie statkiem na Cejlon, skąd udał się do Indii, na Jawę oraz do Chin i Japonii. Swoje wrażenia opisał w dzienniku podróżnym ("Reise um die Erde"), który ukazał się w 1901. Następnie osiadł w Hesji, w Darmstadt, gdzie został wybrany na marszałka sejmiku okręgowego. Zaangażował się w rozwiązanie zagadki napisu, który był wyryty na Kwadrat Sator-Rotas, ale jego przypuszczenia nie były właściwe. Był wielkim pasjonatem czytelnictwa, propagował je poprzez założenie w 1918 w Hesji Towarzystwa Czytelniczego. Przyjaźnił się z Saschą Schneiderem, poznał go z Karolem Mayem, dla którego Schneider stworzył wiele ilustracji do jego powieści. Kuno van Hardenberg prowadził z Saschą Schneiderem przez wiele lat stałą korespondencję, której treść wskazuje na bliską przyjaźń i zaufanie (listy zawierają m.in. szczegóły ze skandalu z Hellmuthem Jahnem). Potwierdzeniem tego faktu, jest hołd jaki oddał van Hardenberg po śmierci Schneidera, pisząc w 1929 jego biografię.